# 斯科茨科納 (加利福尼亞州)
斯科茨角（英語：Scotts Corner）是位於美國加利福尼亞州阿拉米達縣的一個非建制地區。該地的面積和人口皆未知。

## 地理
斯科茨角的座標為37°35′20″N 121°52′16″W / 37.58889°N 121.87111°W，而該地的平均海拔高度為79米（即259英尺）。